# Michel Goedgebuer
Michel Goedgebuer, né le 15 mai 1925 à Hazebrouck (Nord) et mort le 14 novembre 2020 à Lavalette (Haute-Garonne), est un peintre français.

## Biographie
Après avoir fréquenté, entre 1943 et 1947, l'Académie de la Grande Chaumière à Paris, Michel Goedgebuer rencontre les peintres Michel Kikoine et son fils Yankel, qui sont réfugiés à Toulouse et qu’il rejoint. Il suit les cours de l’École des beaux-arts de Toulouse, où il travaille notamment la gravure avec M. Louvrier, prix de Rome et professeur de grande renommée. 
En 1947, il fait partie du groupe « Le Chariot », avec les artistes Christian Schmidt, Robert Pagès, Jean Teulières, Jean Hugon, Michel Kikoine, Yankel et André-François Vernette. Ce groupe est actif jusqu’en 1954.
En avril 1950, il expose à la Galerie Maurice Œillet à Toulouse, en compagnie du peintre Christian Schmidt.
Il devient professeur à l’École des beaux-arts de Toulouse en 1953 et le restera pendant trente sept ans. Il est également enseignant plasticien à l'Unité pédagogique d'architecture de Toulouse et collabore à plusieurs ouvrages sur l'architecture.
Graveur, lithographe, maîtrisant toutes les techniques, il se réalise pleinement dans la couleur, qui éclate sur ses toiles dans des compositions rigoureuses. Contrairement à beaucoup de ses contemporains, il ne cède pas à l’abstraction. 
Le musée de Grenoble conserve une de ses œuvres. Il est sociétaire de la Société des artistes méridionaux et chevalier de l'ordre des Arts et Lettres.

## Collections publiques
- Musée de Grenoble : Sur le motif ; Centrale électrique. Poste de transformations (Ancien titre) (1948)[4],
- Toulouse, Caisse d'épargne : Paysage de printemps, 1953, huile sur contreplaqué[5]

## Expositions récentes
- Espace Croix-Baragnon, Toulouse, avril-mai 2001
- Apollinaire et les peintres, Galerie municipale, Carbonne (Haute-Garonne), exposition collective, septembre-novembre 2006
- Peintures et dessins, Les Olivétains, Saint-Bertrand de Comminges, 16 avril-25 juin 2010